# Đura Jakšić
Đura Jakšić (v srbské cyrilici Ђура Јакшић, 27. června 1832, Srpska Crnja – 16. listopadu 1878, Bělehrad) byl srbský básník. Aktivní byl ve stejné době, jako například Laza Kostić, či Jovan Jovanović Zmaj.

## Biografie
Jakšić byl původem z Vojvodiny a poprvé na sebe upozornil jako protestující student. Kvůli tomu musel opustit studia v Pešti. Nakonec odešel do Vídně studovat výtvarné umění (Jakšić namaloval nemálo, mnohdy hodnotných obrazů). V roce 1853 vydal první sbírku básní. V následujících letech žil v Novém Sadu a spolupracoval na tvorbě řady tehdejších časopisů (Sedmica, Dnevnik), ve kterých také uveřejňoval svoji (lyrickou) tvorbu. V pozdějších letech pak učil na různých školách po Srbsku, především v jeho jižní části. Zemřel na tuberkulózu.
Autor ve svých dílech (ať už to byly básně, či dramata) popisoval různé dějinné události (ať už poměry na černohorském dvoře, či např. srbské stěhování z konce 17. století, první srbské povstání...). V duchu tehdejší doby však nehleděl příliš na historickou věrohodnost některých bodů a vhodně je upravoval. Jako romantik[zdroj?] se totiž inspiroval národními dějinami, obdobím, kdy bylo Srbsko silnou a velikou evropskou zemí.[zdroj?] Za nejkvalitnější Jakšićovu tvorbu se považuje ale jeho lyrická poezie, byť se ji věnoval ovšem ze všech okruhů vlastní činnosti nejméně.